# 21世紀に向けた指導的健康促進のジャカルタ宣言

世界保健機関

インドネシア共和国

21世紀に向けた指導的健康促進のジャカルタ宣言（にじゅういっせいきにむけたしどうてきけんこうそくしんのジャカルタせんげん、Jakarta Declaration on Leading Health Promotion into the 21st Century）は、世界保健機関によって作成された健康づくりについての宣言である。1997年7月21-25日にインドネシア共和国のジャカルタにて開かれた、第4回健康づくり国際会議にて採択された。
この宣言は、健康づくりのためのオタワ憲章の重要性を繰り返し強調し、また21世紀の健康づくりにおいて考慮すべき側面として健康の決定要因（健康の社会的決定要因）の重要性を強調した。

## 背景
健康づくりを参照して下さい。
第4回健康づくり国際会議は新たなる時代の新たなる担い手たち - 健康づくりの21世紀への誘いをテーマとして開催された。会期中、世界保健機関の用意した草稿は何度も改訂され、ジャカルタ宣言を採択されることとなった。

## 狙い
本宣言では、以下を狙いとしている。
- 健康における社会的責任を拡大する
- 健康づくりへの投資の増大する
- 健康づくりのための協働を推進する
- 個人の能力を引き出せるよう地域のキャパシティーを拡大する
- 健康づくりのための社会基盤を確保する

また以下のことが確認された。
- 変化には、協働は欠かせない
- 参加にはヘルス・リテラシーが欠かせない - 教育と情報の必要性と、個人と地域への能力付与の強調
- それぞれの手法は、組み合わされることで、より効果的となる

## シンボルマーク
第4回健康づくり国際会議のシンボルマークは、オタワ憲章のシンボルマークにジャカルタの文化とムードを反映させたものとなっている。3つの翼は、赤れんが色となっており、健康づくりの活動領域を象徴している。また外環と内円は1つの青い染みとなり、3つの翼はそこからのびている。これは、健康づくりは、統合化された多部門戦略手法を扱うということを象徴している。このシンボルマークは全体として、開放的である。これは、健康づくりの現場が、地方から世界までのすべての社会水準にいる、健康づくりの新たなる担い手とパートナーへとが広がっていくさまを表現している。

## 政策への影響
イギリスでは政府の保健政策にジャカルタ宣言の趣旨が取り込まれている。それは、社会基盤と投資の重視につながっている。